# 청두 항공
청두 항공(중국어: 成都航空, 영어: Chengdu Airlines)은 쓰촨 항공의 자회사로서 청두에 본사를 두고 있으며 청두 솽류 국제공항을 거점으로 국내선과 국제선을 운항하고 있다.

## 역사
청두 항공은 본래 도산한 중국서북항공의 간부들에 의해 유나이티드 이글 항공이란 이름으로 창립되었다. 이후 에어버스 A320과 에어버스 A319를 도입하였으며 2009년 3월, 모기업인 쓰촨 항공은 76%의 지분을 얻는 조건아래 2억 위안을 투자하였으며 그해 말, 중국 첫 기술로 만든 코맥 ARJ21을 최초로 주문하였다. 그리고 2010년 1월 23일, 현재의 사명으로 변경하였다.

## 운항 노선
- 2018년 1월 현재 청두 항공은 다음과 같은 노선을 취항하고 있다.

## 보유 기종
- 2020년 6월 현재 청두 항공은 다음과 같은 기종을 보유하고 있으며 평균 기령은 9.5년이다.[1]

## 사진

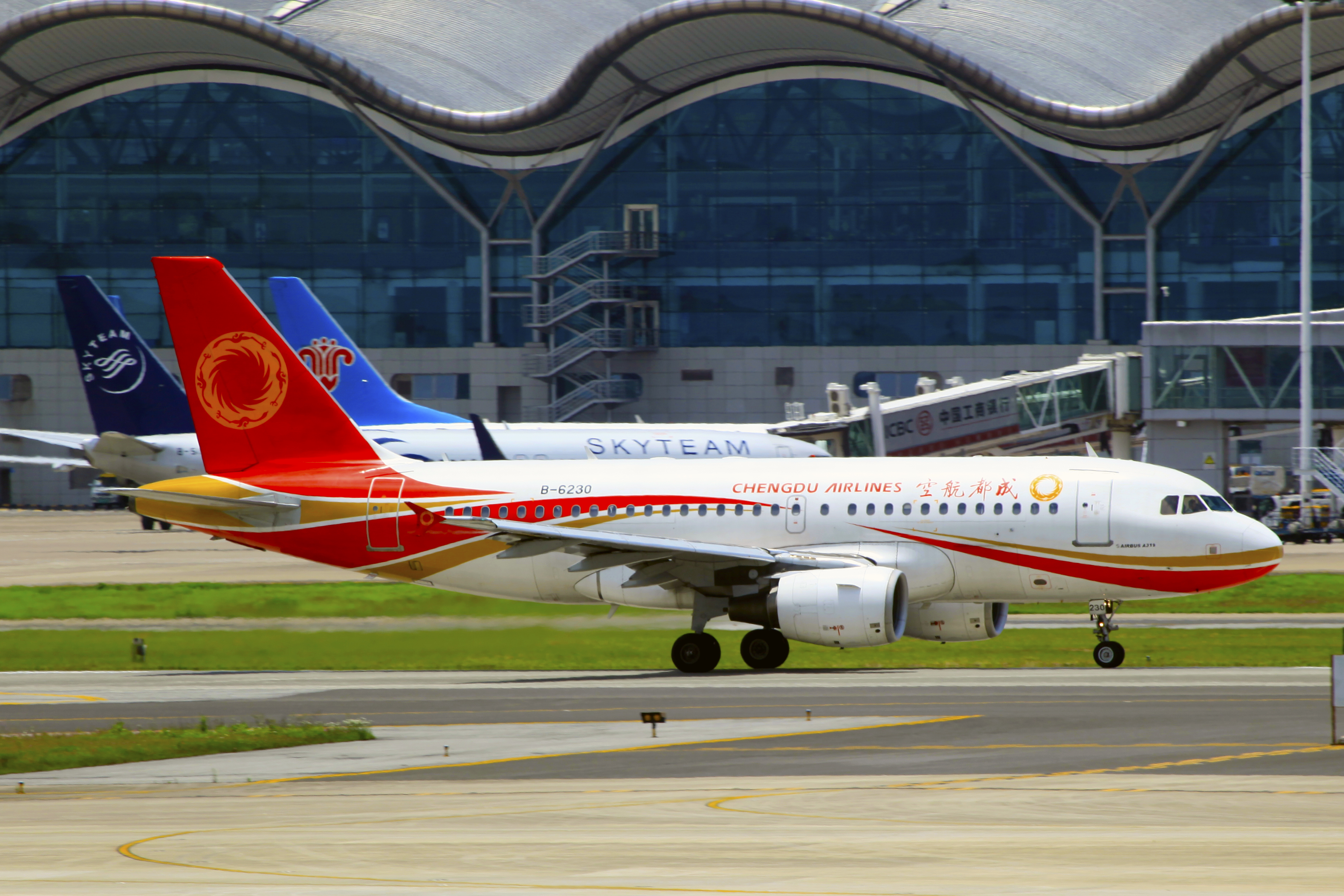
청두 항공의 에어버스 A319-100
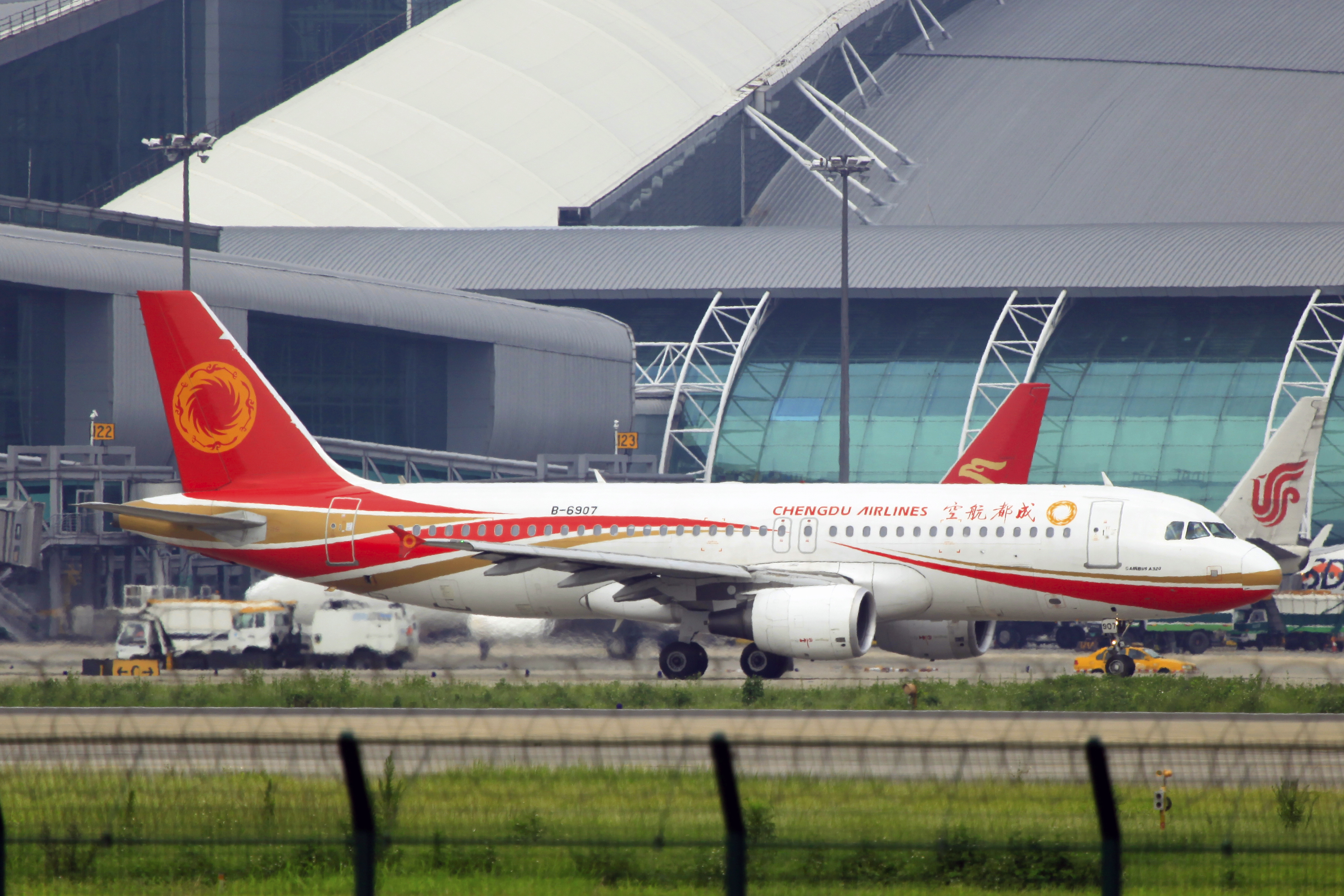
청두 항공의 에어버스 A320-200
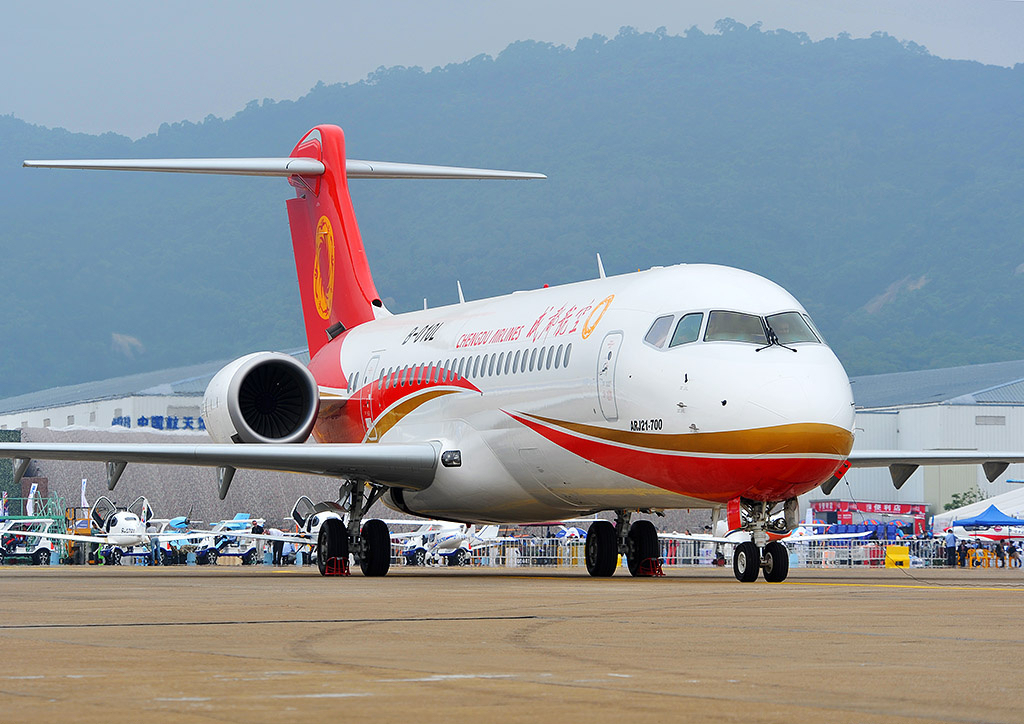
청두 항공의 코맥 ARJ21-700